# Renato Berta
Renato Berta (Bellinzona, 2 de març de 1945) és un director de fotografia suís actiu a nivell europeu, en particular al cinema francès.

## Biografia
Després d'haver assistit al Centre Experimental de Cinematografia de Roma, va debutar com a director de fotografia a finals dels seixanta, i immediatament va tenir l'oportunitat de participar en una de les obres més importants de la Nova Onada Suïssa, Charles mort ou vif (1969), pel·lícula guanyadora del Pardo d'Oro al Festival Internacional de Cinema de Locarno, dirigida per Alain Tanner, per a qui durant la dècada dels 70 es va ocupar de la fotografia de cinc llargmetratges més, entre ells Jonas qui aura 25 ans en l'an 2000 (1976) amb una «mescla cromàtica molt rica». En els mateixos anys va col·laborar amb els altres grans exponents del cinema suís, entre els quals Claude Goretta i en particular Daniel Schmid, la carrera del qual segueix fidelment a partir del seu debut Heute nacht oder nie del 1972. Una altra col·laboració de llarga durada, iniciada a principis dels anys setanta i continuada en les dècades següents, és la de la parella de cineastes francesos Danièle Huillet i Jean-Marie Straub. També participa en experiències col·lectives com el Filmkollekt de Zuric i el Film Video Collectif de Lausana. Juntament amb William Lubtchansky va curar les imatges de Sauve qui peut (la vie) (1980) dr Jean-Luc Godard.
A partir dels anys 1980, Berta va ser sol·licitada regularment per productors i directors francesos, fins que es va traslladar a París i va entrar definitivament a la indústria cinematogràfica francesa, només de tant en tant tornava a treballar a la seva terra natal, especialment amb l'esmentat Schmid. Treballa amb autors com Patrice Chéreau (L'homme blessé, 1983), Éric Rohmer (Les Nuits de la pleine lune, 1984), Jacques Rivette (Hurlevent, 1985) i André Téchiné (Rendez-vous, 1985). Per la primera de les dues pel·lícules fetes amb Louis Malle, Au revoir les enfants (1987), va rebre el César a la millor fotografia. El díptic teatral Smoking/No Smoking (1993), una obra magistral que li valgué una nova nominació al César, marca la seva primera col·laboració amb Alain Resnais, seguida de Coneixem la cançó (1997) i A la boca no (2003).
Ara, definitivament establert com un dels grans noms de la fotografia europea, durant la dècada dels noranta va establir dues importants col·laboracions professionals fora del cinema francès, amb el portuguès Manoel de Oliveira i amb l'israelià Amos Gitai. A finals dels anys 2000 també va deixar empremta al cinema italià, signant la pel·lícula del Risorgimento Noi credevamo, que li va valer el David di Donatello a la millor fotografia.
El 2009 va ser guardonat amb el Premi Cinema Ticino al 62a edició del Festival Internacional de Cinema de Locarno.

## Filmografia
- Vive la mort, dirigida per Francis Reusser (1969)
- Charles mort ou vif, dirigida per Alain Tanner (1969)
- Les yeux ne veulent pas en tout temps se fermer, ou Peut-être qu'un jour Rome se permettra de choisir à son tour, dirigida per Danièle Huillet i Jean-Marie Straub (1970)
- In punto di morte, dirigida per Mario Garriba (1971)
- La Salamandre, dirigida per Alain Tanner (1971)
- Heute nacht oder nie, dirigida per Daniel Schmid (1972)
- Geschichtsunterricht, dirigida per Danièle Huillet i Jean-Marie Straub (1972)
- Les vilaines manières, dirigida per Simon Edelstein (1973)
- Der Tod des Flohzirkusdirektors, dirigida per Thomas Koerfer (1973)
- Einleitung zu Arnold Schoenbergs Begleitmusik zu einer Lichtspielscene, dirigida per Jean-Marie Straub - curtmetratge (1973)
- Le Retour d'Afrique, dirigida per Alain Tanner (1973)
- Sexologos, dirigida per Danièle Dezard i Michel Meignat (1973)
- Schattenreiter, dirigida per George Moorse (1974) (TV)
- La Paloma, dirigida per Daniel Schmid (1974)
- El centre del món (Le Milieu du monde), dirigida per Alain Tanner (1974)
- Moses und Aron  dirigida per Danièle Huillet e Jean-Marie Straub (1975)
- Pas si méchant que ça, dirigida per Claude Goretta (1975)
- Schatten der Engel, dirigida per Daniel Schmid (1975)
- Der Gehülfe, dirigida per Thomas Koerfer (1976)
- Jonas qui aura 25 ans en l'an 2000, dirigida per Alain Tanner (1976)
- Sartre par lui-même, dirigida per Alexandre Astruc, Michel Contat i Guy Séligmann (1976)
- Le grand soir, dirigida per Francis Reusser (1976)
- Les indiens sont encore loin, dirigida per Patricia Moraz (1977)
- A. Constant, dirigida per Christine Laurent (1977)
- Repérages, dirigida per Michel Soutter (1977)
- Fortini/Cani, dirigida per Danièle Huillet i Jean-Marie Straub (1977)
- San Gottardo, dirigida per Villi Hermann (1978)
- La voix de son maître, dirigida per Gérard Mordillat i Nicolas Philibert (1978)
- Violanta, dirigida per Daniel Schmid (1978)
- Alzire oder der neue Kontinent, dirigida per Thomas Koerfer (1978)
- Messidor, dirigida per Alain Tanner (1979)
- Sauve qui peut (la vie), dirigida per Jean-Luc Godard (1980)
- Retour à Marseille, dirigida per René Allio (1980)
- Notre Dame de la Croisette, dirigida per Daniel Schmid (1981)
- Seuls, dirigida per Francis Reusser (1981)
- Das Haus im Park, dirigida per Aribert Weis (1981) (TV)
- Hécate, dirigida per Daniel Schmid (1982)
- Mirage de la vie, dirigida per Daniel Schmid (1983) (TV)
- L'homme blessé, dirigida per Patrice Chéreau (1983)
- Le voyage d'Antoine, dirigida per Christian Richelme - curtmetratge (1984)
- Vive les femmes!, dirigida per Claude Confortès (1984)
- Les Nuits de la pleine lune, dirigida per Éric Rohmer (1984)
- Il bacio di Tosca, dirigida per Daniel Schmid (1984)
- L'année des méduses, dirigida per Christopher Frank (1984)
- Rendez-vous, dirigida per André Téchiné (1985)
- L'atelier, dirigida per André Téchiné (1985) (TV)
- Hurlevent, dirigida per Jacques Rivette (1985)
- L'homme aux yeux d'argent, dirigida per Pierre Granier-Deferre (1985)
- Rosa la rose, fille publique, dirigida per Paul Vecchiali (1986)
- Taxi Boy, dirigida per Alain Page (1986)
- Corps et biens, dirigida per Benoît Jacquot (1986)
- Der Tod des Empedokles, dirigida per Danièle Huillet i Jean-Marie Straub (1987)
- Jenatsch, dirigida per Daniel Schmid (1987)
- Au revoir les enfants, dirigida per Louis Malle (1987)
- Les Innocents, dirigida per André Téchiné (1987)
- Ada dans la jungle, dirigida per Gérard Zingg (1988)
- Twister, dirigida per Michael Almereyda (1989)
- Chimère, dirigida per Claire Devers (1989)
- Milou en mai, dirigida per Louis Malle (1990)
- Uranus, dirigida per Claude Berri (1990)
- Rien que des mensonges, dirigida per Paule Muret (1991)
- Zwischensaison, dirigida per Daniel Schmid (1992)
- L'instinct de l'ange, dirigida per Richard Dembo (1993)
- Smoking/No Smoking, dirigida per Alain Resnais (1993)
- Le géographe manuel, dirigida per Michel Stumpf (1994)
- La mort de Molière, dirigida per Robert Wilson - curtmetratge (1994)
- La prossima volta il fuoco, dirigida per Fabio Carpi (1994)
- Adultère, mode d'emploi, dirigida per Christine Pascal (1995)
- Zihron devarim, dirigida per Amos Gitai (1995)
- Das geschriebene Gesicht, dirigida per Daniel Schmid (1995)
- Chimère, dirigida per Bartabas (1996) (TV)
- Party, dirigida per Manoel de Oliveira (1996)
- Viagem ao principio do mundo, dirigida per Manoel de Oliveira (1997)
- Coneixem la cançó (On connaît la chanson), dirigida per Alain Resnais (1997)
- Inquietude, dirigida per Manoel de Oliveira (1998)
- Yom Yom), dirigida per Amos Gitai (1998)
- Vaanaprastham, dirigida per Shaji N. Karun (1999)
- Kadosh, dirigida per Amos Gitai (1999)
- Beresina oder Die letzten Tage der Schweiz, dirigida per Daniel Schmid (1999)
- Addio Lugano bella, dirigida per Francesca Solari (2000)
- Vive nous!, dirigida per Camille de Casabianca (2000)
- Kippur, dirigida per Amos Gitai (2000)
- Merci pour le chocolat, dirigida per Claude Chabrol (2000)
- Palavra e Utopia, dirigida per Manoel de Oliveira (2000)
- Eden, dirigida per Amos Gitai (2001)
- Operai, contadini, dirigida per Danièle Huillet e Jean-Marie Straub (2002)
- Marie-Jo et ses deux amours, dirigida per Robert Guédiguian (2002)
- O Princípio da Incerteza, dirigida per Manoel de Oliveira (2002)
- Lulu, dirigida per Jean-Henri Roger (2002)
- Il ritorno del figliol prodigo - Umiliati, dirigida per Danièle Huillet i Jean-Marie Straub (2003)
- Ballo a tre passi, dirigida per Salvatore Mereu (2003)
- Alila, dirigida per Amos Gitai (2003)
- A la boca no (Pas sur la bouche), dirigida per Alain Resnais (2003)
- Une visite au Louvre, dirigida per Danièle Huillet i Jean-Marie Straub (2004)
- Mon père est ingénieur, dirigida per Robert Guédiguian (2004)
- Le Promeneur du champ de Mars, dirigida per Robert Guédiguian (2004)
- Roger Diamantis ou La vraie vie, dirigida per Élise Girard (2005)
- Code 68, dirigida per Jean-Henri Roger (2005)
- Espelho Mágico, dirigida per Manoel de Oliveira (2005)
- Quei loro incontri, dirigida per Danièle Huillet i Jean-Marie Straub (2006)
- Max & Co, dirigida per Frédéric Guillaume i Samuel Guillaume (2007)
- Le Genou d'Artémide, dirigida per Jean-Marie Straub - curtmetratge (2008)
- Dowaha, dirigida per Raja Amari (2009)
- Joachim Gatti, variation de lumière, dirigida per Jean-Marie Straub - curtmetratge (2009)
- O somma luce, dirigida per Jean-Marie Straub - curtmetratge (2010)
- Noi credevamo, dirigida per Mario Martone (2010)
- Belleville-Tokyo, dirigida per Élise Girard (2010)
- Il giovane favoloso , dirigida per Mario Martone (2014)
- Favola, dirigida per Sebastiano Mauri (2017)
- Il buco, dirigida per Michelangelo Frammartino (2021)
- Qui rido io, dirigida per Mario Martone (2021)
- Gli ultimi giorni dell'umanità, dirigida per Enrico Ghezzi i Alessandro Gagliardo (2022)
- Le Grand Chariot, dirigida per Philippe Garrel (2023)

## Reconeixements
- César a la millor fotografia
  - 1986: candidat - Rendez-vous
  - 1988: vencedor - Au revoir les enfants
  - 1994: candidat – Smoking/No Smoking
- XXX edició de la Mostra de València: premi a la millor fotografia per Dowaha[4]
- David di Donatello 2011: millor fotografia - Noi credevamo
- Ciak d'oro 2021: Millor fotografia - Qui rido io i Il buco